# Cercosperma arnaudii
Cercosperma arnaudii är en svampart som beskrevs av B. Sutton & Hodges 1983. Cercosperma arnaudii ingår i släktet Cercosperma, divisionen sporsäcksvampar och riket svampar.   Inga underarter finns listade i Catalogue of Life.